# Cremastosperma longicuspe
Cremastosperma longicuspe är en kirimojaväxtart som beskrevs av Robert Elias Fries. Cremastosperma longicuspe ingår i släktet Cremastosperma, och familjen kirimojaväxter. IUCN kategoriserar arten globalt som sårbar. Inga underarter finns listade i Catalogue of Life.